# 郑州市中原区建设路第三小学

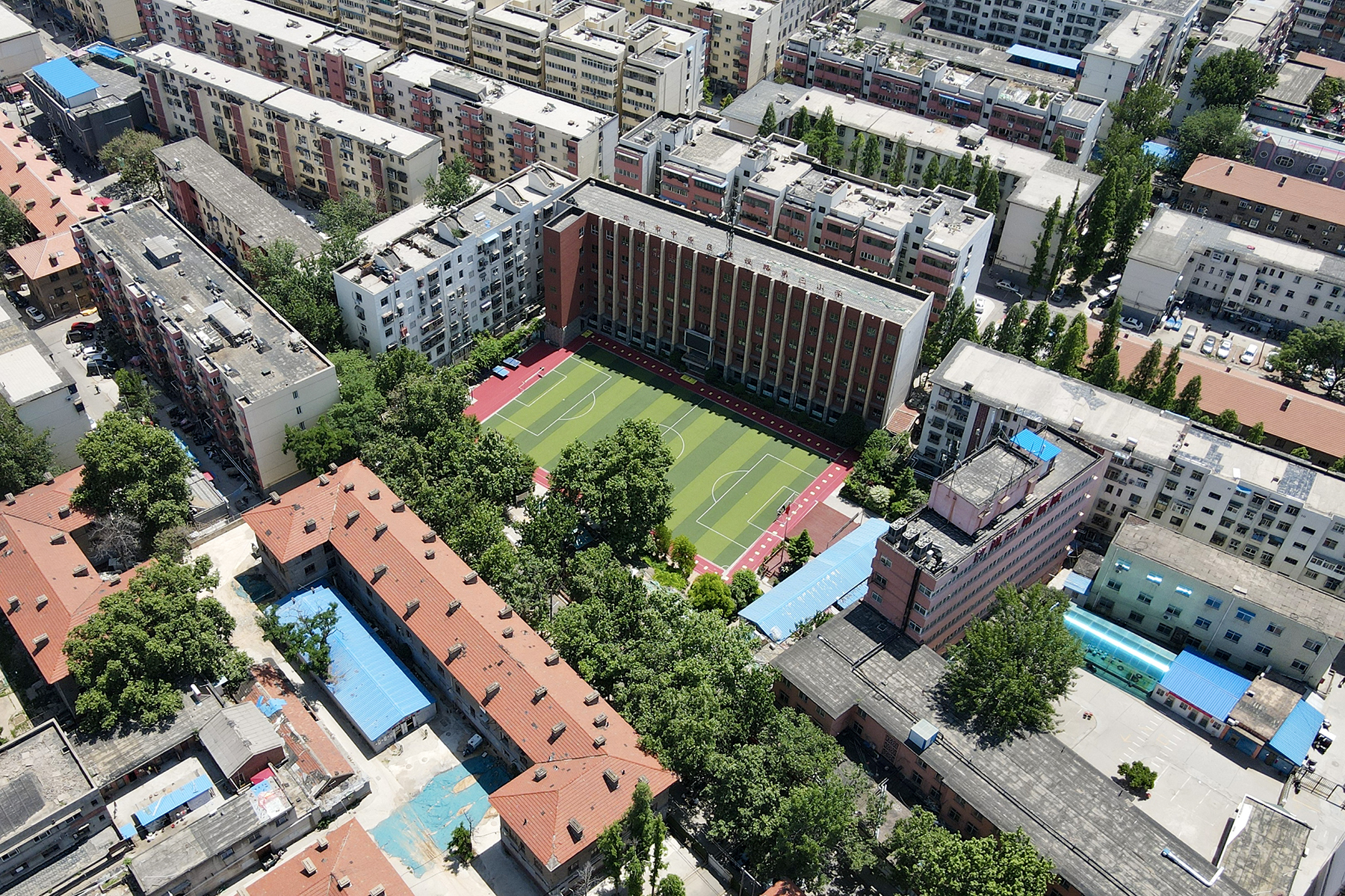
建设路第三小学

郑州市中原区建设路第三小学是中国河南省郑州市的一所小学，位于河南省郑州市中原区棉纺路3号。

## 沿革
小学位于郑州市三棉公司家属院内。1958年创立，前身为郑州国棉三厂子弟小学。2000年初，学校移交政府管理，更名为郑州市中原区建设路第三小学。2003年7月，学校与建设路第四小学合并。2004年，建设路第五小学撤销，部分学生到本校就读。学校占地面积3898平方米，建筑面积3942平方米。